# Salem (Nou Hampshire)
Salem és una població dels Estats Units a l'estat de Nou Hampshire. Segons el cens del 2007 tenia 29.498 habitants.

## Demografia
Segons el cens del 2000, Salem tenia 28.112 habitants, 10.402 habitatges, i 7.603 famílies. La densitat de població era de 439,4 habitants per km².
Dels 10.402 habitatges en un 34,3% hi vivien nens de menys de 18 anys, en un 60,6% hi vivien parelles casades, en un 8,7% dones solteres, i en un 26,9% no eren unitats familiars. En el 21,2% dels habitatges hi vivien persones soles el 7,5% de les quals corresponia a persones de 65 anys o més que vivien soles. El nombre mitjà de persones vivint en cada habitatge era de 2,69 i el nombre mitjà de persones que vivien en cada família era de 3,16.
Per edats la població es repartia de la següent manera: un 25,3% tenia menys de 18 anys, un 6,2% entre 18 i 24, un 31,7% entre 25 i 44, un 25,3% de 45 a 60 i un 11,5% 65 anys o més.
L'edat mediana era de 38 anys. Per cada 100 dones de 18 o més anys hi havia 96,9 homes.
La renda mediana per habitatge era de 58.090$ i la renda mediana per família de 67.278$. Els homes tenien una renda mediana de 46.330$ mentre que les dones 31.031$. La renda per capita de la població era de 26.170$. Entorn del 3,1% de les famílies i el 4,1% de la població estaven per davall del llindar de pobresa.